# Магдебурзькі ворота

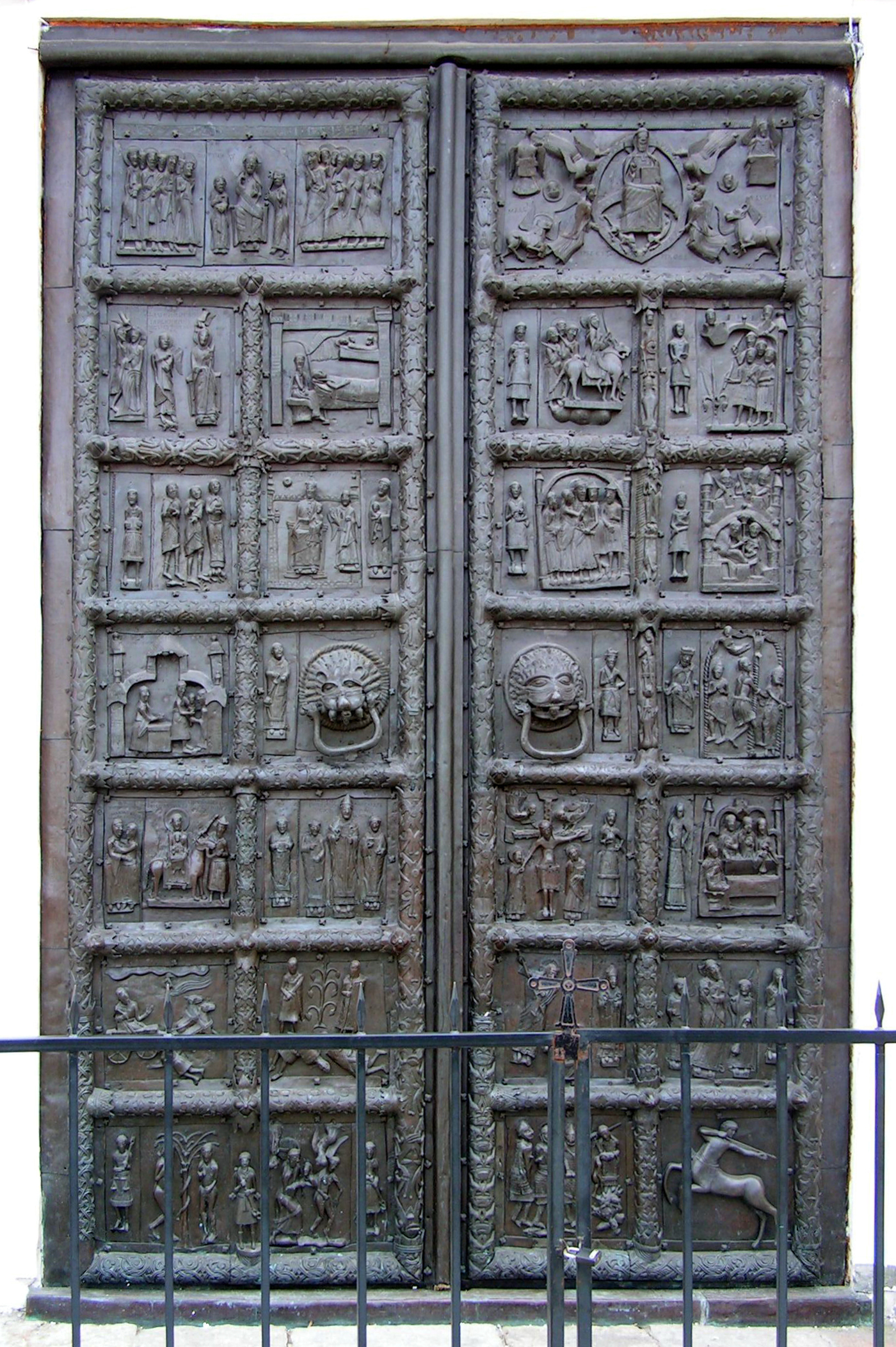
Магдебурзькі ворота (або Сігтунські)

58°31′18″ пн. ш. 31°16′34″ сх. д. / 58.52166667° пн. ш. 31.27611111° сх. д.
Магдебурзькі ворота — бронзові двері з рельєфними зображеннями, відома пам'ятка в західному порталі Софійського собору в Новгороді, пам'ятка мистецтва середньовіччя 12 століття, тісно пов'язана з історією Західної Європи та Руси.
За іншою версією це Корсунські ворота — несторіанські бронзові двері. Також їх протягом певного часу називали Сигтунськими.

## Історичні дані
Згадку про бронзові двері Софійського собору спочатку знайшли в опису майна собору, датованого 18 ст., де їх назвали Сигтунськими. Так їх називали майже два століття. Але вже в описі 1803 р. їх називали «німецькими». Розпочали дослідження.

## Версії
За першою — легендарною версією (поширеною із середини 15 ст.) двері привіз на Русь Великий князь Володимир з Візантії. Тому їх довго називали Корсунськими. Але дослідження самої пам'ятки цю версію не підтвердили.[джерело?]
За другою — у 1153 р. бронзові пластини для дверей створені в місті Магдебург для собору в місті Плоцьк (Польща). У Великому Новгороді двері з'явилися лише в першій половині 15 ст., тому їх викрали московські військовики з Плоцька[джерело?].
Це — ворота корсуньські, несторіанські, є на старих хромографіях. Вони не є сигтунськими (на сигтунських 6 несторіанських хрестів на ліліях). Встановлено замість тих, які Іван Грозний вивіз і які стоять в Олександрівській слободі. Проріз дверей напівкруглий, ворота квадратні, як у Каракорумі — ставці Чингізхана. Там є ворота, на яких такі самі ручки-леви, яєчко-держава та хрест колесо на ліліях з трьома ягодами на променях (традиція РПЦ).[джерело?]

## Результати досліджень

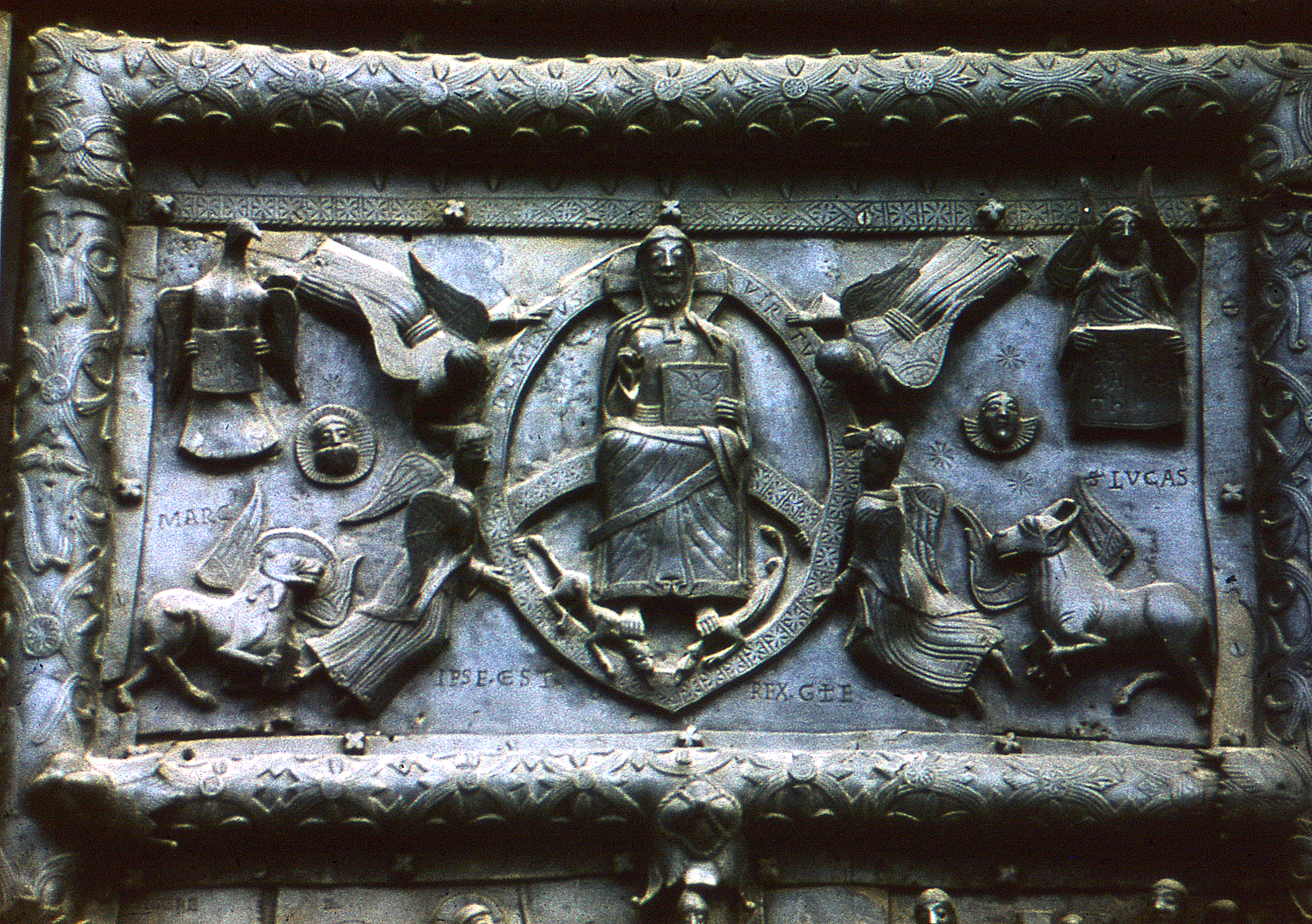
Мандорла з Христом, янголами та знаками євангелістів

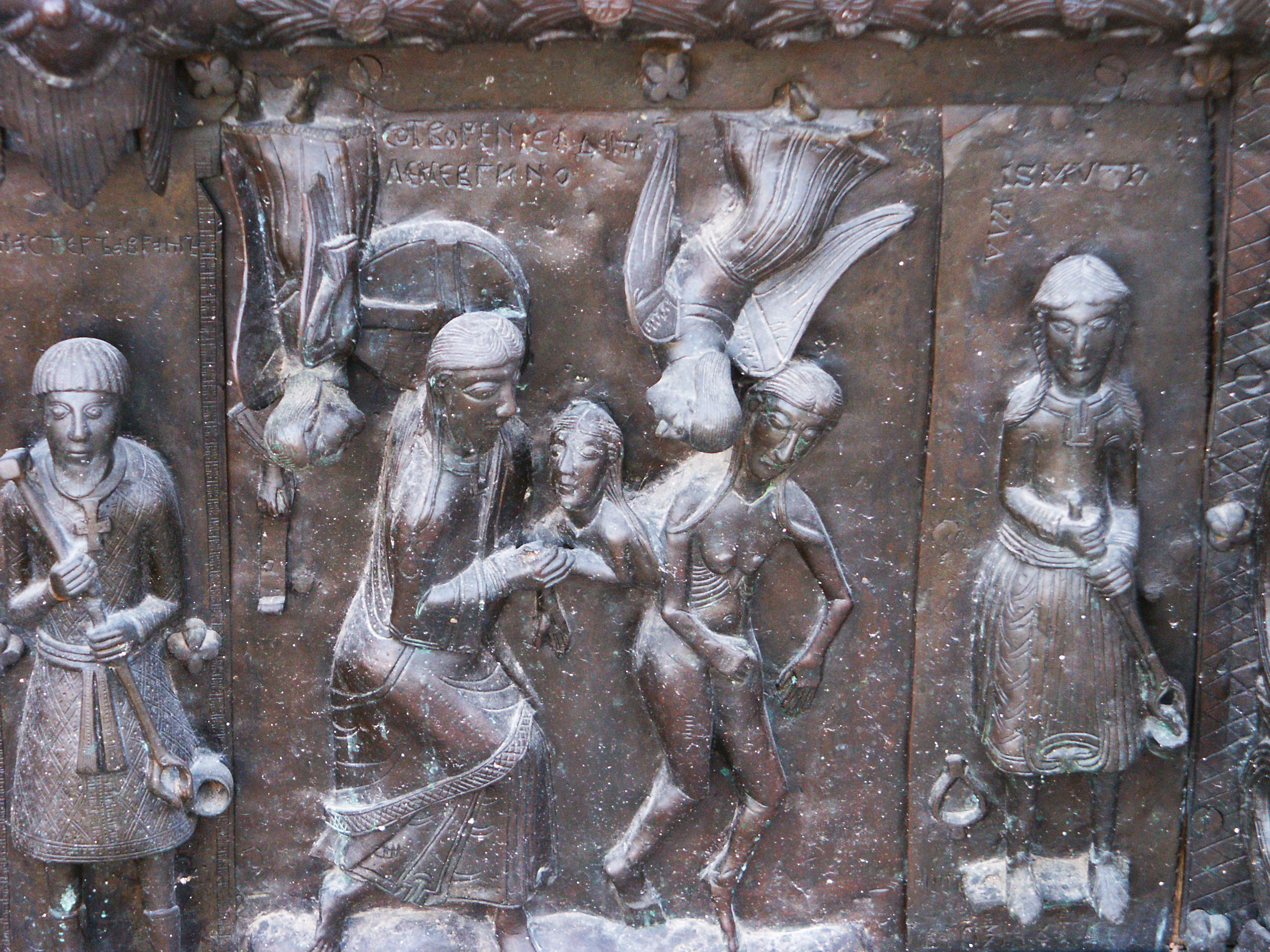
Створення Єви з ребра Адама, рельєф

Рельєфи мають сцени з біблійними сюжетами, зображеннями тварин та архітектурних споруд як на іконах. Є й зображення міфічні — наприклад, кентавр. Кетоврас Серед фігур — магдебурзький єпископ Віхман (1152—1192) та плоцький єпископ Олександр (1129—1156). Дещо з історії бронзових пластин вдалося встановити після прочитання написів середньовічною латиною, що створені на воротах. Дослідників зацікавили ще три схематичні фігури — майстрів Реквіна та Вайхмана. Між ними віднайдена фігура давньоруського майстра Авраама. Написи над фігурами Реквіна та Вайхмана — латиною, над Авраамом — давньоруською мовою. За припущеннями, пластини здерли з дверей церкви (в Плоцьку ?) і як військовий трофей переправили до Новгорода. Там пластини розмістили на дерев'яних дверях приділу Різдва Богородиці. Пізніше їх перенесли в західний портал собору. Пристосуванням бронзових пластин на новому місті і займався майстер Авраам, додавши власну фігуру до фігур попередніх майстрів, на кшталт власного підпису. Двері мають металеві руків'я, вставлені в пащі левів — найбільш рельєфні деталі воріт. Господь Саваоф показує два перста (несторіанство (єресь — 431 рік, анафема — 451) — релігія Золотої орди, як і тенгріанство).
Під час військового захоплення Новгороду в 17 ст. була спроба зняти ворота на замовлення короля та переправити їх у Швецію, адже тоді їх вважали Сигтунськими за походженням (Сигтуна — місто у Швеції). Але острах перед народним заворушенням в Новгороді примусив шведів залишити ворота на місці.
У Софійському соборі Великого Новгороду ворота вважали головними і відчиняли лише у великі свята.

## Галерея

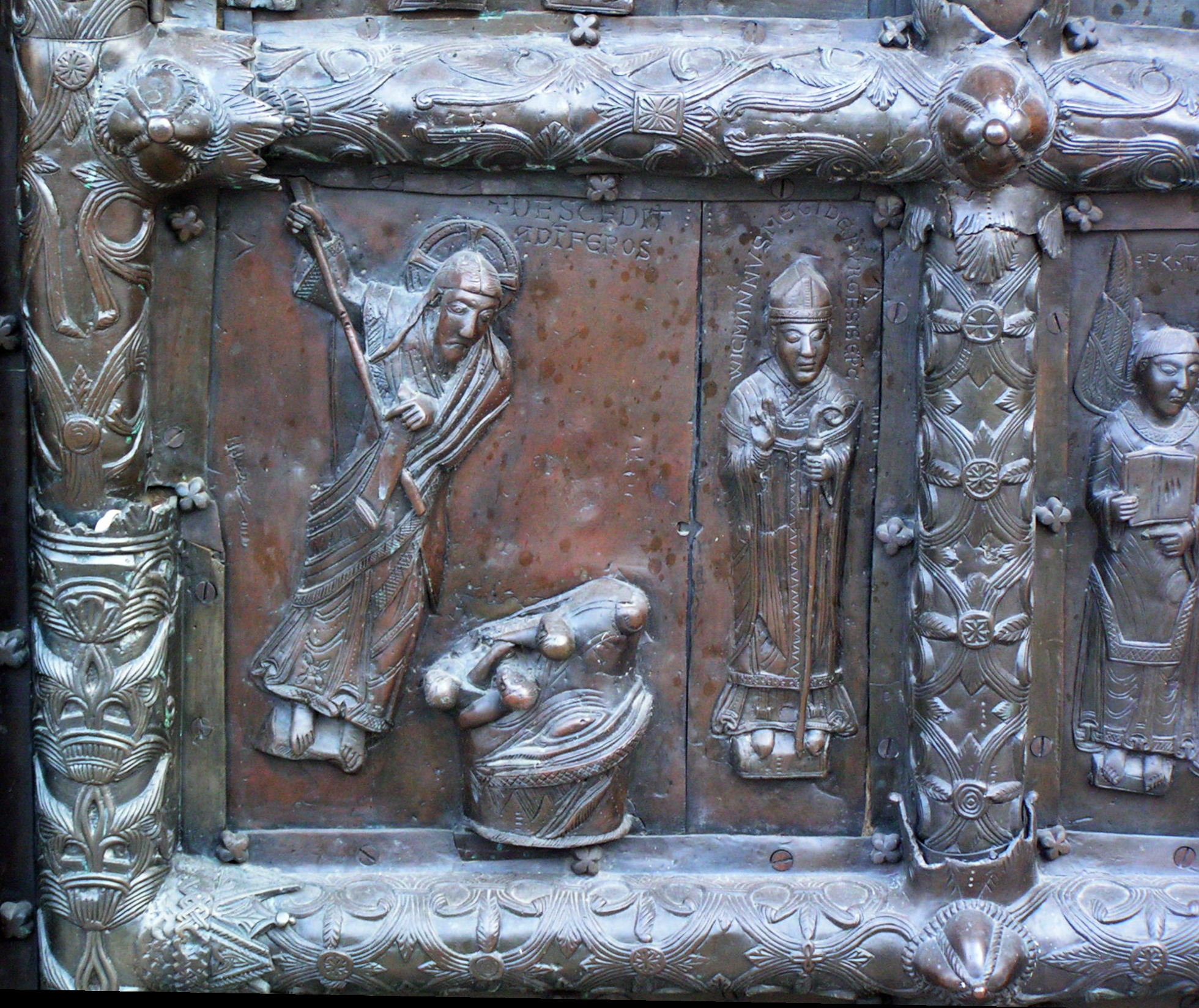
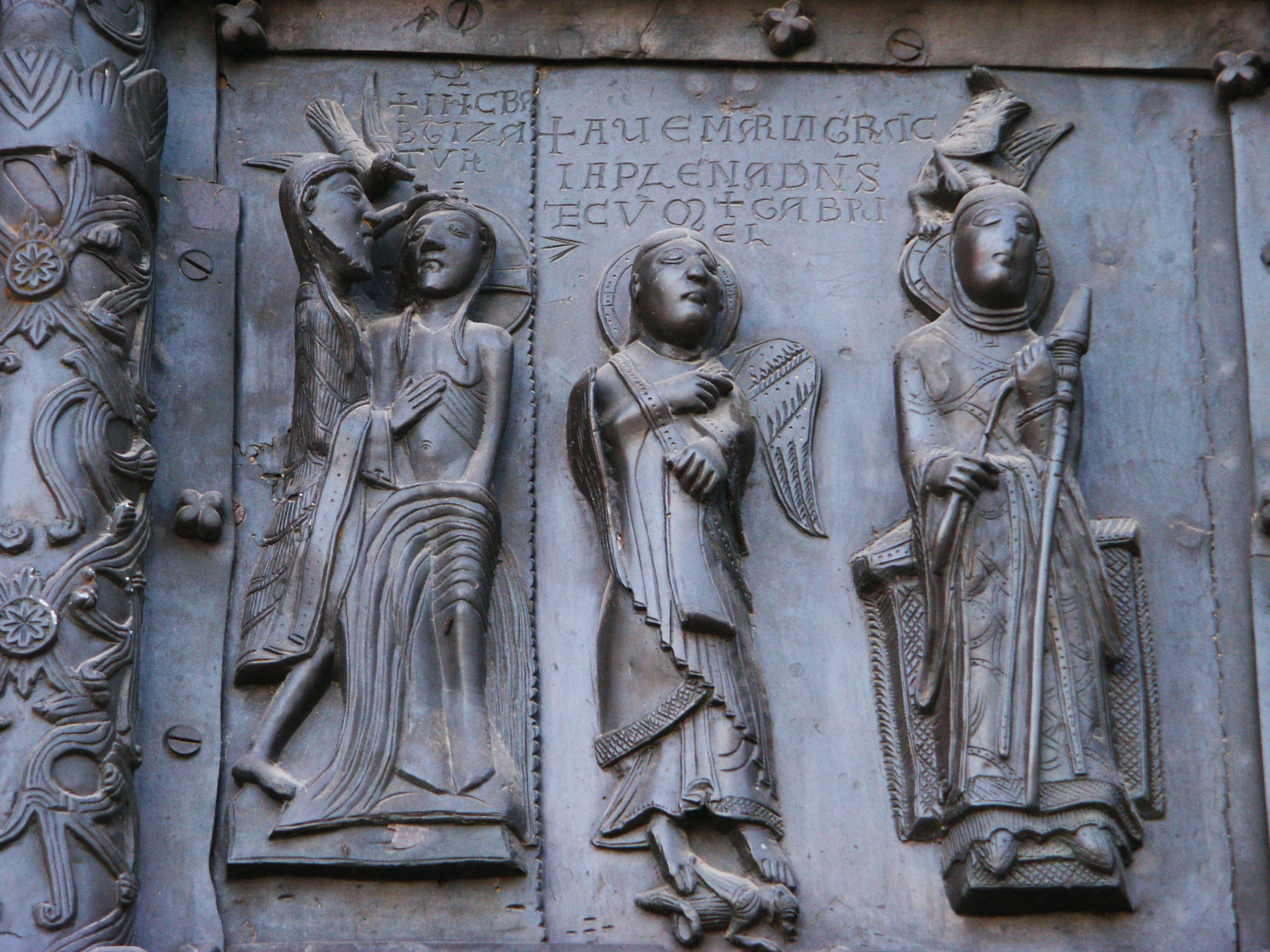
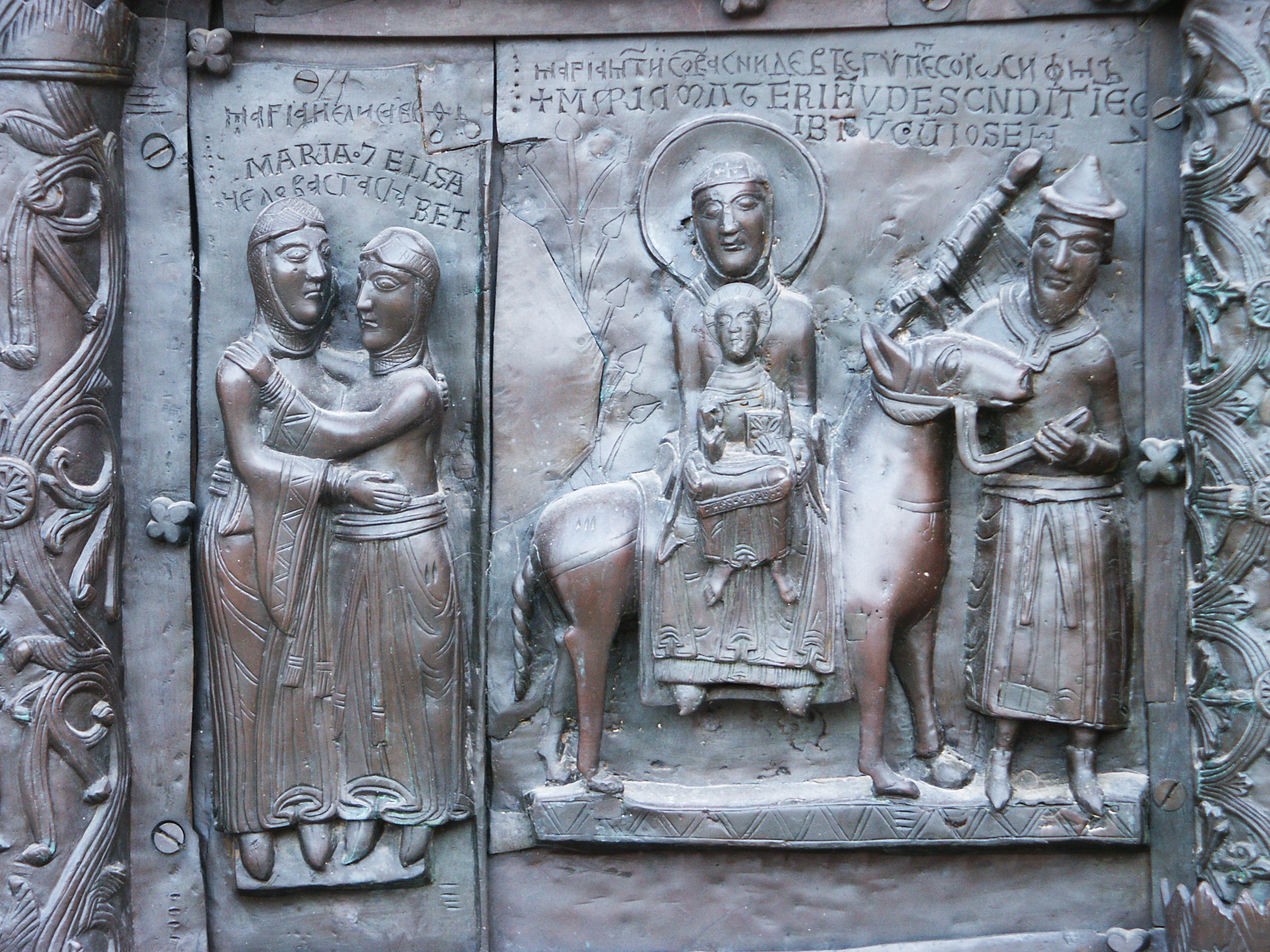
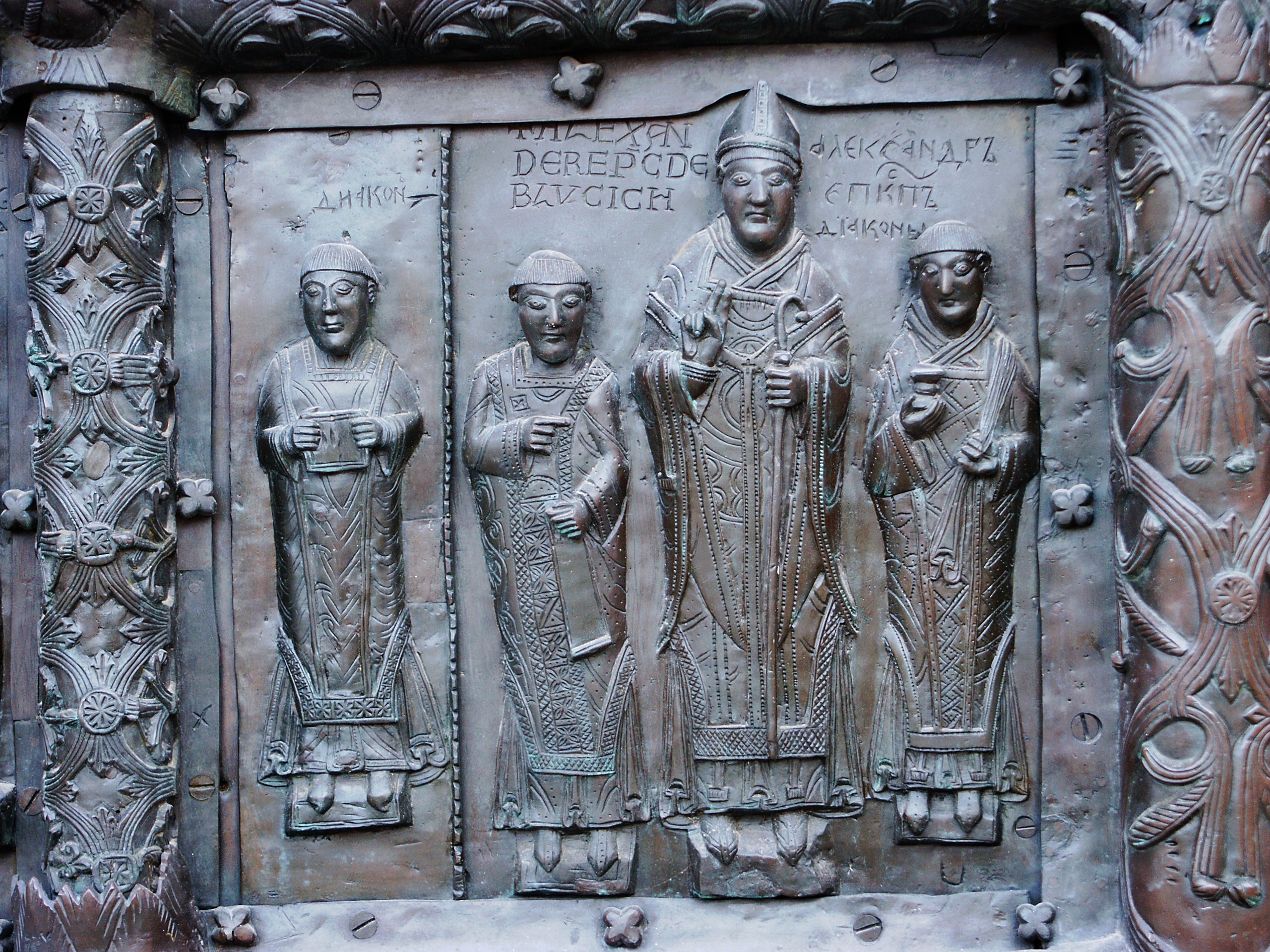
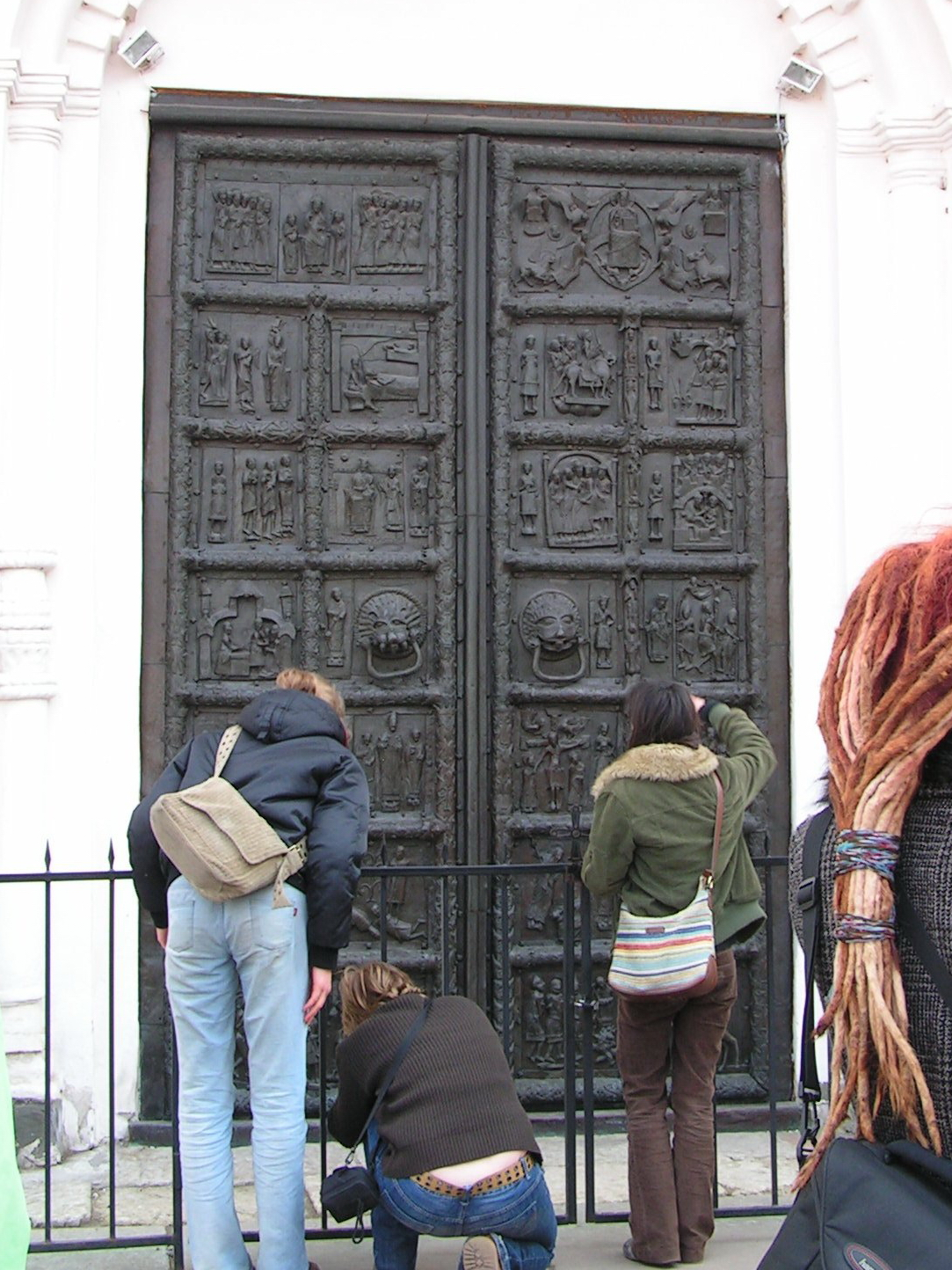
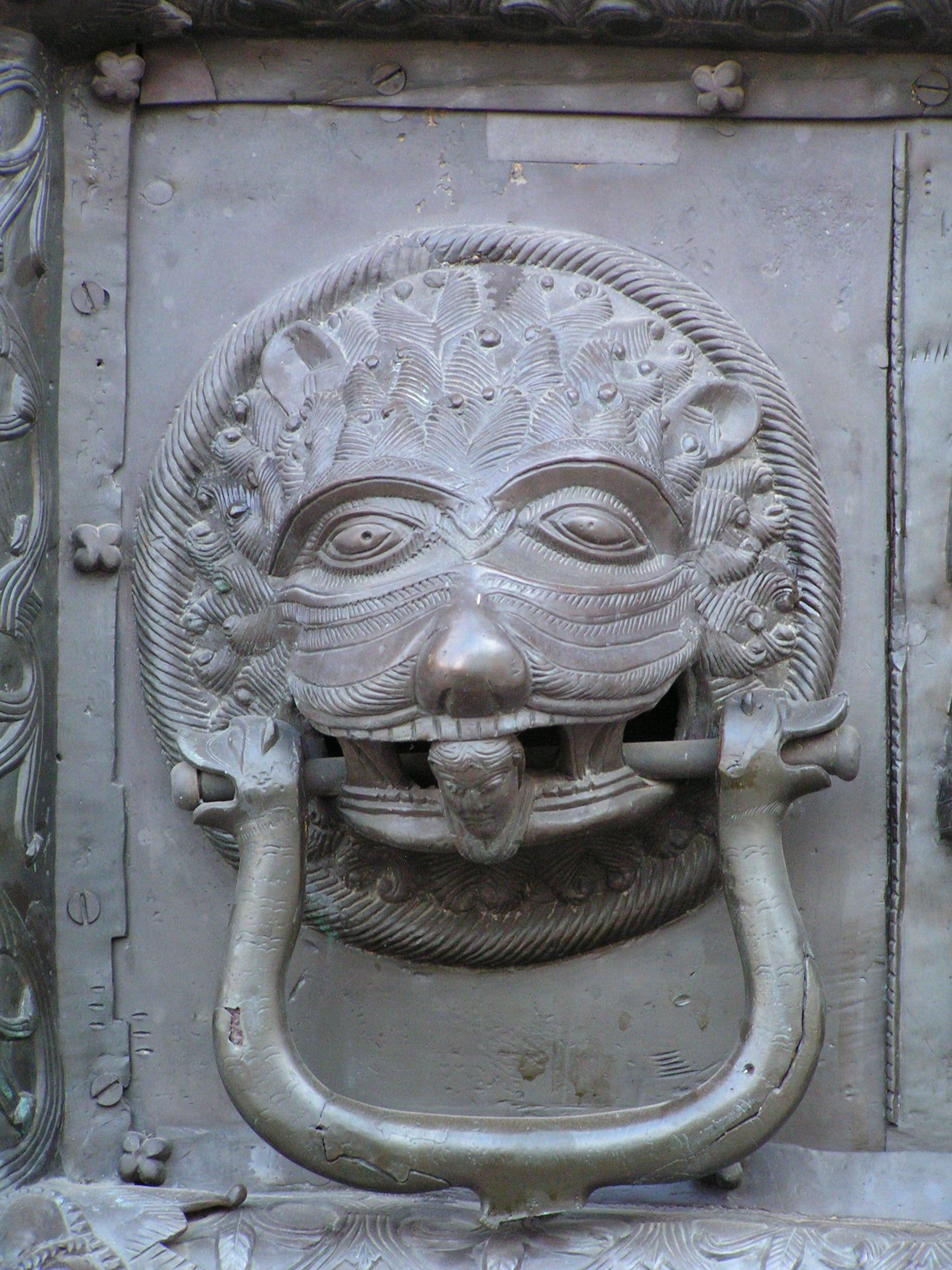
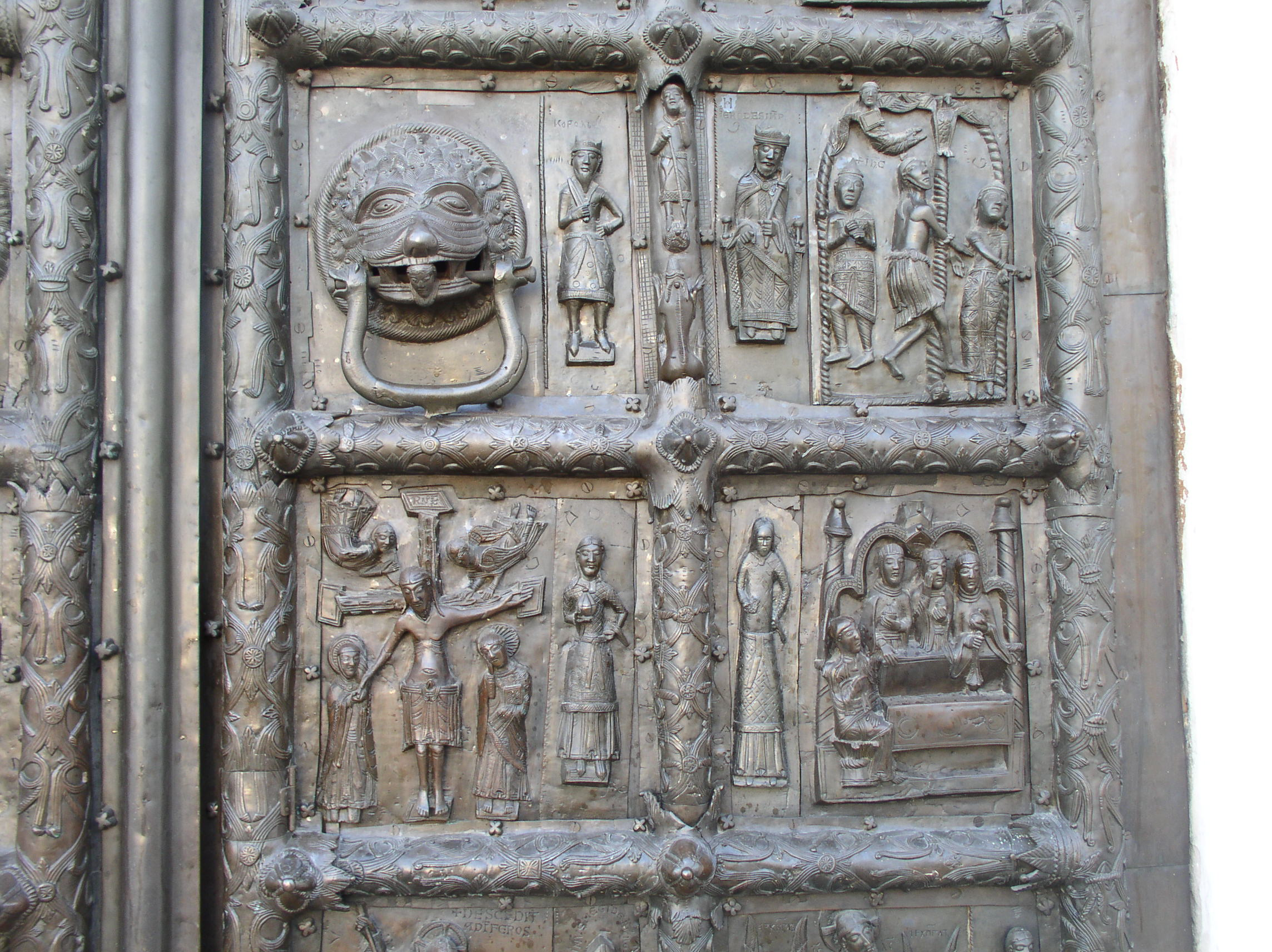
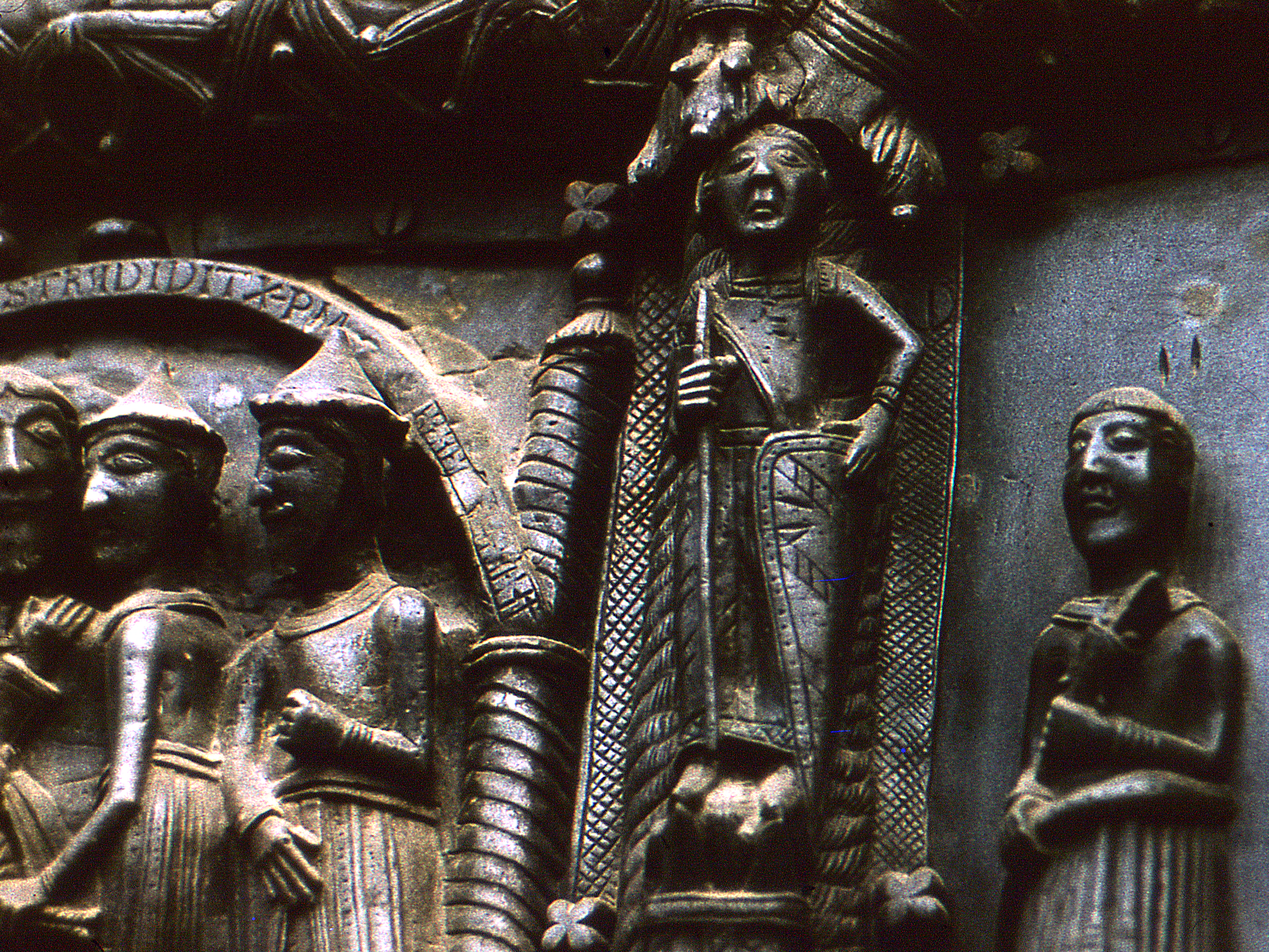